# Мухарів
Му́харів — село в Україні, у Берездівській сільській громаді Шепетівського району Хмельницької області. Населення становить 644 осіб.

## Географія
Село розташоване на правому березі річки Корчик.

## Історія
В 1577 році був замковим селом корецького ключа князів Корецьких, від нього перейшов до Любомирських, потім до Нікі Щепановської.
В середині 19 століття в селі було 157 жителів, 1001 десятин селянської та 674 двірської землі. В кінці 19 століття було там 152 будинки і 914 жителів, дерев'яна церква 1763 року, церковно-приходська школа діяла з 1842 року.
За переписом 1911 року до великої земельної власності належало 527 десятин.
У 1906 році село Берездівської волості Новоград-Волинського повіту Волинської губернії. Відстань від повітового міста 40 верст, від волості 10. Дворів 153, мешканців 910.
7 (20) листопада 1917 року, відповідно до Третього Універсалу Української Центральної Ради, увійшло до складу Української Народної Республіки.
У часи СРСР в селі була центральна садиба колгоспу ім. Ватутіна. Обробляється 1,4 тис. га орної землі. Виробничий напрям колгоспу — рільництво та м'ясо-молочне тваринництво. За високі показники у виробництві м'яса, молока і цукрової сировини нагороджені орденами і медалями ЗО колгоспників, у тому числі орденом Леніна — голова колгоспу Л. А. Олізарко. У 1940 році колгосп був занесений до Книги пошани Всесоюзної сільськогосподарської виставки за врожай цикорію — 153 цнт з кожного гектара.
Станом на 1970 рік в Мухареві працювала восьмирічна школа, клуб, бібліотека. Діяв фельдшерсько-акушерський пункт, була відкрита майстерня ремонту і пошиття взуття та одягу.
У селах Мухареві і Улянівці під час війни діяла підпільна група, частина якої приєдналася до місцевих партизанських загонів.
12 червня 2020 року, відповідно до розпорядження Кабінету Міністрів України № 727-р «Про визначення адміністративних центрів та затвердження територій територіальних громад Хмельницької області», увійшло до складу Берездівської сільської громади.
17 липня 2020 року, в результаті адміністративно-територіальної реформи та ліквідації Славутського району, село увійшло до складу Шепетівського району.

## Населення
Згідно з переписом УРСР 1989 року чисельність наявного населення села становила 737 осіб, з яких 318 чоловіків та 419 жінок.
За переписом населення України 2001 року в селі мешкало 639 осіб.

### Мова
Розподіл населення за рідною мовою за даними перепису 2001 року:
| Мова       | Відсоток |
| ---------- | -------- |
| українська | 99,84 %  |
| російська  | 0,16 %   |

## Символіка
Затверджена в жовтні 2015 р. рішенням сесії сільської ради.

### Герб
Щит перетятий зазублено. У верхньому лазуровому полі летить срібний лелека з червоним дзьобом і лапами та чорним оперенням; нижнє золоте покрите стільниками, на яких червоний кетяг калини з двома зеленими листками. Щит вписаний у декоративний картуш і увінчаний золотою сільською короною. Унизу картуша напис «МУХАРІВ» і дата «1568».
Лелека — символ рідного дому. Золоті стільники — символ працелюбності, а також бджільництва, яки славиться село; окрім того, символ назви села, позаяк «мухи» — місцева назва бджіл. Калина — символ України. Корона означає статус населеного пункту[джерело?].

### Прапор
Квадратне полотнище складається з двох рівновеликих горизонтальних смуг — синьої і жовтої, розділених зазублено. На верхній смузі летить білий лелека з червоним дзьобом і лапами та чорним оперенням; нижня покрита стільниками, на яких червоний кетяг калини з двома зеленими листками[джерело?].